# Cabinet Goppel III
État libre de Bavière
Goppel II Goppel IV
Le cabinet Goppel III  (en allemand : Kabinett Goppel III) est le gouvernement de l'État libre de Bavière entre le 8 décembre 1970 et le 12 novembre 1974, durant la septième législature du Landtag.

## Composition

### Initiale (8 décembre 1970)
- Les nouveaux ministres sont indiqués en gras, ceux ayant changé d'attributions en italique.

| Fonction                                                                                              | Titulaire | Titulaire      | Parti |
| --- | --------- | -------------- | ----- |
| Ministre-président                                                                                    |           | Alfons Goppel  | CSU   |
| Vice-ministre-président Ministre des Finances                                                         |           | Otto Schedl    | CSU   |
| Ministre de l'Intérieur                                                                               |           | Bruno Merk     | CSU   |
| Ministre de la Justice                                                                                |           | Philipp Held   | CSU   |
| Ministre de l'Économie et des Transports                                                              |           | Anton Jaumann  | CSU   |
| Ministre de l'Enseignement et de l'Éducation                                                          |           | Hans Maier     | CSU   |
| Ministre de l'Alimentation, de l'Agriculture et des Forêts                                            |           | Hans Eisenmann | CSU   |
| Ministre du Développement régional et de l'Environnement                                              |           | Max Streibl    | CSU   |
| Ministre du Travail et de la Protection sociale Ministre du Travail et de l'Ordre social (01/01/1972) |           | Fritz Pirkl    | CSU   |
| Ministre des Affaires fédérales                                                                       |           | Franz Heubl    | CSU   |

### Remaniement du 22 février 1972
- Les nouveaux ministres sont indiqués en gras, ceux ayant changé d'attributions en italique.

| Fonction                                                   | Titulaire | Titulaire      | Parti |
| ---------------------------------------------------------- | --------- | -------------- | ----- |
| Ministre-président                                         |           | Alfons Goppel  | CSU   |
| Vice-ministre-président Ministre de la Justice             |           | Philipp Held   | CSU   |
| Ministre de l'Intérieur                                    |           | Bruno Merk     | CSU   |
| Ministre des Finances                                      |           | Ludwig Huber   | CSU   |
| Ministre de l'Économie et des Transports                   |           | Anton Jaumann  | CSU   |
| Ministre de l'Enseignement et de l'Éducation               |           | Hans Maier     | CSU   |
| Ministre de l'Alimentation, de l'Agriculture et des Forêts |           | Hans Eisenmann | CSU   |
| Ministre du Développement régional et de l'Environnement   |           | Max Streibl    | CSU   |
| Ministre du Travail et de l'Ordre social                   |           | Fritz Pirkl    | CSU   |
| Ministre des Affaires fédérales                            |           | Franz Heubl    | CSU   |